# Shadow Man (jeu vidéo)
Pour les articles homonymes, voir Shadow Man.
Shadow Man est un jeu vidéo d'action-aventure sorti en 1999 sur Windows, Dreamcast, Nintendo 64 et PlayStation. Le jeu a été développé par Iguana Teesside et édité par Acclaim. Il a été conçu par Guy Miller et Simon Phipps et s'inspire librement du comics Shadowman publié par Valiant Comics.
Une suite intitulée Shadow Man: 2econd Coming a été publié exclusivement sur PlayStation 2 en 2002.

## Système de jeu
Shadow man, de son vrai nom Mike Leroy, va commencer sa quête en Louisiane, mené par une sorcière vaudou. En effet, il a le pouvoir de circuler du monde des morts à celui des vivants.
Il choisit de rejoindre cette sorcière car sa famille est morte, tuée dans un attentat provoqué par la pègre en représailles d'un vol commis par Mike Leroy.
C'est un jeu assez sombre où le personnage évoluera toujours dans des ambiances glauques.
Le jeu est inspiré d'une bande dessinée américaine dont le jeu reprend plusieurs éléments.
Le joueur devra affronter cinq boss lors de sa quête, tous des psychopathes, dont trois sont enfermés dans une prison spécialisée, afin de récupérer leurs âmes noires.
Bien que ne se connaissant pas, tous prononcent, à un moment donné, la phrase "Legion est mon nom car nous sommes plusieurs"
Cette phrase fait référence au Nouveau Testament quand Jésus rencontre un homme possédé et qui lui dit "Legion est mon nom car nous sommes plusieurs", c'est-à-dire que la personne était possédée de nombreux démons, d'où le terme de légion.
Le jeu fait des références aussi à d'autres faits liturgiques, plus ou moins librement adaptés, plongeant le joueur encore plus dans une ambiance malsaine.

## Personnages
Michael LeRoi/Shadow Man : Mike Leroy le jour devient ShadowMan la nuit… et dans le Monde des Morts. Il est le personnage central, celui que le joueur incarne durant toute l'aventure. Cet étudiant en littérature anglaise est devenu un tueur à gages sous le pseudonyme de Zéro, et un guerrier vaudou aux ordres de Nettie. Il est sans cesse tourmenté par un passé macabre, en particulier par la mort de son petit frère, Luke.
Mama Nettie : Agnetta, ou Mama Nettie, est une puissante prêtresse vaudou, qui a créé le masque des Ombres afin de contrôler son porteur. Elle parait être âgée d'une vingtaine d'années, mais en réalité, elle en a plusieurs centaines : elle possède le corps d'une jeune femme qui fut impliquée malgré elle dans les sombres plans de Nettie. Incapable de se rendre dans le Monde des Morts, son rôle dans l'aventure consiste essentiellement à aiguiller le joueur.
Jaunty : Dans le Monde des Vivants, il fut autrefois enlevé et sacrifié au cours d'un rituel occulte par des étudiants. Nettie lui propose alors un marché : qu'il devienne ses yeux et ses oreilles dans le Monde des Morts, et échange, il recevra une nouvelle vie dans un nouveau corps. Ce que Nettie n'avait pas précisé, c'était la répugnante apparence physique qu'arborerait alors le malheureux, dans un Monde comme dans l'autre : un nain défiguré dans le Monde des Vivants, et un grand Serpent avec un crâne humain en guise de tête dans le Monde des Morts. Comme Nettie, son rôle dans le jeu se limite à donner des conseils à Mike.
Thomas Deacon : Ce détective n’apparaît pas dans le jeu, mais son nom est mentionné dans un rapport d'enquête que Nettie fournit à Mike au tout début du jeu. Ce rapport donne de nombreux indications sur "les Cinq", des tueurs en série et psychopathes recrutés par Légion.
Legion : Le principal antagoniste du jeu. Il n'est jamais expliqué clairement qui il est ni d'où il vient. C'est de lui que vient l'idée d'élever, dans le Monde des Morts, un Asile pour accueillir toutes les âmes tourmentées et dangereuses, afin de monter une armée ténébreuse qui déferlera sur le Monde des Vivants…

### Les Cinq
- Milton T. Pike (Né le 4 juillet 1952) : Connu sous le nom de 'Video Nasty Killer', pour avoir envoyé à la police des enregistrements de ses crimes. Il a également servi dans les Forces Spéciales Américaines pendant la Guerre du Viêt Nam. Peu avant les évènements du jeu, Milton fut appréhendé par des agents du FBI, et incarcéré au pénitencier du Comté de Gardelle, au Texas.
- Marco Roberto Cruz (Né le 13 mars 1968): Surnommé 'Repo Man' par la police, à cause de son modus operandi, qui consiste à entrer chez les gens en se faisant passer pour un huissier pour des saisies de biens (repossession agent en anglais). Marco opérait essentiellement dans la Vallée de la Mort et ses alentours, ainsi que le Désert de Mojave. Il a travaillé une courte période en tant que DJ, avant d'être emprisonné au pénitencier du Comté de Gardelle.
- Avery Marx (Né le 18 janvier 1973): Connu sous le nom de "Home Improvement Killer", en raison de son Modus Operandi : il coupait le courant chez ses victimes, avant de s'introduire chez elles et de le traquer dans le noir, à l'aide de lunettes infra-rouges. Il est précisé dans le rapport Deacon, que Marx était apparemment battu par sa propre mère… qu'il tua des années plus tard. Il avait un autre rituel sordide après avoir tué ses victimes : déposer un crâne de canari sur le lieu du crime, avec, à l'intérieur, un poème écrit sur un papier enroulé. Il avait aussi l'habitude d'utiliser le corps de ses victimes pour se créer des accessoires afin de décorer son repaire : un hôtel désaffecté situé dans  la rue fictive de Mordant Street, dans le Queens à New York.
- John G. Pierce/Jack L'éventreur : John Pierce est la réincarnation d'un personnage réel tristement célèbre : Jack l'éventreur. Le jeu débute avec une scène se déroulant an 1888, après les cinq meurtres de "Jack"; dans les égouts de Londres. Là, Légion apparait devant l'assassin (qui se révèle être un architecte) et le convainc de se donner la Mort pour se réincarner dans le Monde des Morts, et construire un Asile pour accueillir les âmes les plus torturées et sombres que puisse accueillir le Monde des Morts. Il y restera et contribuera à ériger la tour sombre et imposante qu'est l'Asile. 111 ans plus tard, il est renvoyé dans le Monde des Vivants afin de tuer à nouveau. Le rapport de Deacon révèle des similitudes entre les meurtres perpétrés par cet inconnu et ceux commis par Jack l'éventreur  en 1888 : les noms des victimes et l'emplacement des corps sont très proches de ceux des crimes d'origine…
- Victor Batrachian (Né le 8 avril 1961): Né des parents riches, banquiers à Genève, Suisse. Victor est le chef 'des Cinq', connu sous le surnom de "Lizard King". Victor était un étudiant brillant, et à la fin de ses études, a obtenu un doctorat en Pshychiatrie, et devenu médecin. C'est alors qu'il a commencé à assassiner ses patientes âgées, après les avoir convaincues de lui laisser de grosses sommes d'argent dans leurs testaments. Victor a ensuite utilisé de faux documents pour obtenir une carte verte et émigrer aux États-Unis. Encore une fois, il a commencé à tuer, se moquant même des autorités en envoyant des lettres signées «Lizard King". Il fut finalement capturé, jugé et condamné pour ses crimes aux États-Unis. Au moment où les évènements du jeu commence, il est en attente de son exécution dans la prison du comté de Gardelle. Il a le pouvoir de tuer en faisant exploser les têtes de ses victimes, puis en amenant leurs cadavres à la vie, mais jamais aucune explication n'est donnée d'où lui vient ce pouvoir.

## Accueil
Shadow Man a reçu des critiques plutôt positives, la seule plainte majeure étant une quantité excessive de retour en arrière en raison du style de progression non-linéaire du jeu, qui a conduit à de nombreux joueurs de se perdre ou rester bloqué (malgré le plan qui était fourni avec le jeu). Shadow Man fut vendu à près d'un million d'exemplaires sur toutes les plateformes, ce qui en fait l'un des plus grands succès de l'histoire d'Acclaim . 
Shadow Man a recueilli une note de 9,1 à partir de IGN et 93 % dans N64 Magazine, soit le même score que Donkey Kong 64. 
IGN a également considéré Shadow Man comme l'un des trois plus importants personnages sombres sur la N64 en disant "Shadow Man est l'un des héros les plus forts, doté d'un des caractères les plus intransigeants dans n'importe quel jeu, sur n'importe quelle plateforme."

## Les différences entre le jeu et la bande dessinée
Mis à part le thème sous-jacent de la mythologie vaudou, le jeu et la série de bande dessinée originale Shadowman n'ont que très peu de choses en commun. Le seul véritable lien est un personnage de la bande dessinée, Maxim Saint James, qui n’apparaît pas dans le jeu, mais dont on peut lire certains écrits, tel un héritage destiné à Michael Leroy, désigné nouveau Shadow Man.
Cependant, une deuxième série de bande dessinée Shadowman (rebaptisé Shadow Man, avec l'espace déjà est présent dans le titre du jeu - ou Shadowman V2) a été lancé après de la sortie du jeu. Cette deuxième série reprend l'univers développé dans le jeu vidéo, et fait apparaître les protagonistes principaux, à savoir Mike, Jaunty, et Mama Nettie.